# NGC 7206
NGC 7206 (другие обозначения — PGC 68014, UGC 11904, MCG 3-56-7, ZWG 451.6) — линзообразная галактика (S0) в созвездии Пегас.
Этот объект входит в число перечисленных в оригинальной редакции «Нового общего каталога».